# Кубок Азії з футболу 1964
Кубок Азії 1964 — футбольний турнір серед азійських збірних. Це був третій Кубок Азії. Фінальний етап проходив в Ізраїлі з 26 травня по 9 червня 1964 року. Кубок завоювала збірна-господарка турніру, перемігши у всіх трьох свої іграх на турнірі.

## Кваліфікація
- Ізраїль кваліфікувався як господар
- Південна Корея кваліфікувалася як переможець попереднього кубку.

### Група 1
- Індія отримала свою першу в історії путівку на Кубок Азії без боротьби, оскільки суперники (Іран, Пакистан та деякі інші збірні) відмовилися грати з нею з політичних причин.

### Група 2
Всі ігри групи 2 кваліфікації проходили у Південному В'єтнамі.
| Збірна            | О | І | В | Н | П | ГЗ | ГП | РГ |
| ----------------- | - | - | - | - | - | -- | -- | -- |
| Гонконг           | 5 | 3 | 2 | 1 | 0 | 11 | 7  | +4 |
| Південний В'єтнам | 4 | 3 | 2 | 0 | 1 | 9  | 7  | +2 |
| Малайзія          | 2 | 3 | 1 | 0 | 2 | 9  | 10 | −1 |
| Таїланд           | 1 | 3 | 0 | 1 | 2 | 4  | 9  | −5 |

| 7 грудня 1963 |

| Гонконг | 3 – 3 | Таїланд |
| ------- | ----- | ------- |
|         |       |         |

|  |

| 7 грудня 1963 |

| Південний В'єтнам | 5 – 3 | Малайзія |
| ----------------- | ----- | -------- |
|                   |       |          |

|  |

| 12 грудня 1963 |

| Малайзія | 3 – 1 | Таїланд |
| -------- | ----- | ------- |
|          |       |         |

|  |

| 12 грудня 1963 |

| Південний В'єтнам | 1 – 4 | Гонконг |
| ----------------- | ----- | ------- |
|                   |       |         |

|  |

| 14 грудня 1963 |

| Гонконг | 4 – 3 | Малайзія |
| ------- | ----- | -------- |
|         |       |          |

|  |

| 14 грудня 1963 |

| Південний В'єтнам | 3 – 0 | Таїланд |
| ----------------- | ----- | ------- |
|                   |       |         |

|  |

## Фінальний турнір

### Стадіони
| Рамат-Ган         | Хайфа             | Тель-Авів         | Єрусалим          |
| ----------------- | ----------------- | ----------------- | ----------------- |
| Рамат-Ган         | Кір'ят Елизер     | Блумфілд          | Хебрю Юніверсіті  |
| Місткість: 41 583 | Місткість: 17 000 | Місткість: 22 000 | Місткість: 16 000 |
|                   |                   |                   |                   |

### Результати
| Збірна         | О | І | В | Н | П | ГЗ | ГП | РГ |
| -------------- | - | - | - | - | - | -- | -- | -- |
| Ізраїль        | 6 | 3 | 3 | 0 | 0 | 5  | 1  | +4 |
| Індія          | 4 | 3 | 2 | 0 | 1 | 5  | 3  | +2 |
| Південна Корея | 2 | 3 | 1 | 0 | 2 | 2  | 4  | −2 |
| Гонконг        | 0 | 3 | 0 | 0 | 3 | 1  | 5  | −4 |

| 26 травня 1964 16:30 |

| Ізраїль              | 1 – 0 | Гонконг |
| -------------------- | ----- | ------- |
| Мордехай Шпіглер 76' |       |         |

| Рамат-Ґан, Рамат-Ґан Глядачів: 25,000 Арбітр: Патрік Найс (Малайзія) |

| 27 травня 1964 16:30 |

| Південна Корея | 0 – 2 | Індія                             |
| -------------- | ----- | --------------------------------- |
|                |       | К. Аппалараджу 2' Індер Сінгх 57' |

| Кір'ят Елизер, Хайфа Глядачів: 7,000 Арбітр: Давуд Нассірі (Іран) |

| 29 травня 1964 16:00 |

| Ізраїль                                       | 2 – 0 | Індія |
| --------------------------------------------- | ----- | ----- |
| Мордехай Шпіглер 29' (пен.) Йохай Ахароні 76' |       |       |

| Блумфілд, Тель-Авів Глядачів: 20,000 Арбітр: Лі Пак Тунг (Малайзія) |

| 31 травня 1964 16:30 |

| Південна Корея  | 1 – 0 | Гонконг |
| --------------- | ----- | ------- |
| Бае Кеум-Су 74' |       |         |

| Хебрю Юніверсіті, Єрусалим Глядачів: 7,000 Арбітр: Пісіт Нгарампаніх (Таїланд) |

| 2 червня 1964 16:30 |

| Індія                                                    | 3 – 1 | Гонконг        |
| -------------------------------------------------------- | ----- | -------------- |
| Індер Сінгх 45' Сукумар Самаджапаті 60' Хуні Госвамі 77' |       | Чун Ю Квок 39' |

| Блумфілд, Тель-Авів Глядачів: 5,000 Арбітр: Патрік Найс (Малайзія) |

| 3 червня 1964 16:00 |

| Південна Корея | 1 – 2 | Ізраїль                      |
| -------------- | ----- | ---------------------------- |
| Ху Юн-Юнг 79'  |       | Моше Леон 20' Гідеон Тіш 38' |

| Рамат-Ґан, Рамат-Ґан Глядачів: 35,000 Арбітр: Давуд Нассірі (Іран) |

## Переможець
| Переможець Кубку Азії 1964 |
| -------------------------- |
| Ізраїль Перший титул       |

## Бомбардири

### 2 голи
- Мордехай Шпіглер
- Індер Сінгх

### 1 гол
- Чун Ю Квок
- К. Аппалараджу
- Хуні Госвамі
- Сукумар Самаджапаті
- Йохай Ахароні
- Моше Леон
- Гідеон Тіш
- Бае Кеум-Су
- Ху Юн-Юнг